# Rocca di Monteverde
Rocca di Monteverde este o arie protejată (arie specială de conservare — SAC, sit de importanță comunitară — SCI) din Italia întinsă pe o suprafață de 68 ha, integral pe uscat.

## Localizare
Centrul sitului Rocca di Monteverde este situat la coordonatele 41°30′15″N 14°38′26″E / 41.504167°N 14.640556°E.

## Înființare
Situl Rocca di Monteverde a fost declarat sit de importanță comunitară în septembrie 1995 pentru a proteja 12 specii de animale. Situl a fost protejat și ca arie specială de conservare în martie 2017.

## Biodiversitate
Situată în ecoregiunea mediteraneană, aria protejată conține 2 habitate naturale: Pajiști uscate seminaturale și facies de acoperire cu tufișuri pe substraturi calcaroase (Festuco-Brometalia) (* situri importante pentru orhidee), Păduri panonice-balcanice de stejar turcesc - stejar sesil.
La baza desemnării sitului se află mai multe specii protejate de  păsări (12): uliu păsărar (Accipiter nisus), șorecarul comun (Buteo buteo), caprimulg (Caprimulgus europaeus), erete vânăt (Circus cyaneus), ciocănitoare pestriță mare (Dendrocopos major), șoimul rândunelelor (Falco subbuteo), sfrâncioc roșiatic (Lanius collurio), ciocârlie de pădure (Lullula arborea), gaia roșie (Milvus milvus), viespar (Pernis apivorus), huhurez mic (Strix aluco), silvie de câmp (Sylvia communis).
Pe lângă speciile protejate, pe teritoriul sitului au mai fost identificate 3 specii de plante.